# 伍舉
伍举（？—？），一作椒举（因封椒邑而得名:97—98）。春秋时楚国大夫，以敢于直谏而著称，一鸣惊人的典故出自于他直谏楚庄王。

## 生平
伍参之子。伍奢、椒鸣之父。伍员（即伍子胥）祖父。当代研究者推测，他的采邑——椒邑大概受封于楚康王时期。具体所在，中国学界有多种说法。一说，楚地“湫”，在今湖北省钟祥县北、宜城市东南的大洪山西侧。二说，与椒陂镇、椒水相关，在今安徽省凤台县西南:97—98。
前547年，因避祸奔郑、晋，与蔡國大夫公孫歸生（公孫聲子）友善，歸生于令尹子木处荐贤，始得返楚复仕。典故“椒举班荆”，即相傳伍舉和歸生在鄭國的郊外相遇，把荊條鋪在地上，一起坐下吃東西，並商議回荆（楚國）的事。
楚灵王三年（前538），出使晋，请诸侯与楚会盟。盟已，诫灵王慎终勿骄，他亦因功著称于楚。

## 參看
- 楚庄王
- 伍子胥
- 伍奢